# Abrocoma uspallata
Abrocoma uspallata Braun & Mares, 2002 è un roditore appartenente alla famiglia Abrocomidae, endemico dell'Argentina.
La specie è stata identificata nel 2002 da due esploratori presso l'Università dell'Oklahoma, grazie 7a un esemplare catturato non molto tempo prima.